# Serra de Três Pontas
A serra de Três Pontas é uma formação geológica localizada no município brasileiro de Três Pontas, na região sul de Minas Gerais. Sua altitude, que atinge o máximo de 1 234 metros acima do mar, se destaca em relação ao terreno ao redor, com altitudes variando em torno de novecentos metros. Embora pareça um sistema montanhoso isolado, a serra é considerada um prolongamento da serra da Bocaina, localizada a cerca de 38 quilômetros de distância no município de Lavras que, por sua vez, é considerada contraforte da serra da Mantiqueira.
Constitui-se basicamente de um maciço rochoso formado principalmente por quartzito e coberto com uma camada fina de solo resultante da desintegração das rochas. A altitude, o clima e a composição rochosa da serra propiciam a formação de estruturas herbáceas peculiares, características de regiões de altitude. Coberta por campos de altitude e campos rupestres, as espécies vegetais são bastante diferenciadas das regiões ao redor da serra. Além disso, nos sulcos de drenagem existem ainda formações florestais.
Desde o início da povoação da região, por volta do século XVIII, a serra era utilizada como ponto de referência para os viajantes e tropeiros. Escravos também a utilizaram como refúgio, construindo um quilombo (o quilombo do Cascalho) em suas proximidades, mas que foi destruído pouco tempo depois. O seu formato peculiar deu origem à cidade de Três Pontas e sempre fez parte da cultura do município, estando presente nos símbolos municipais e em suas produções culturais.

## Estrutura geológica

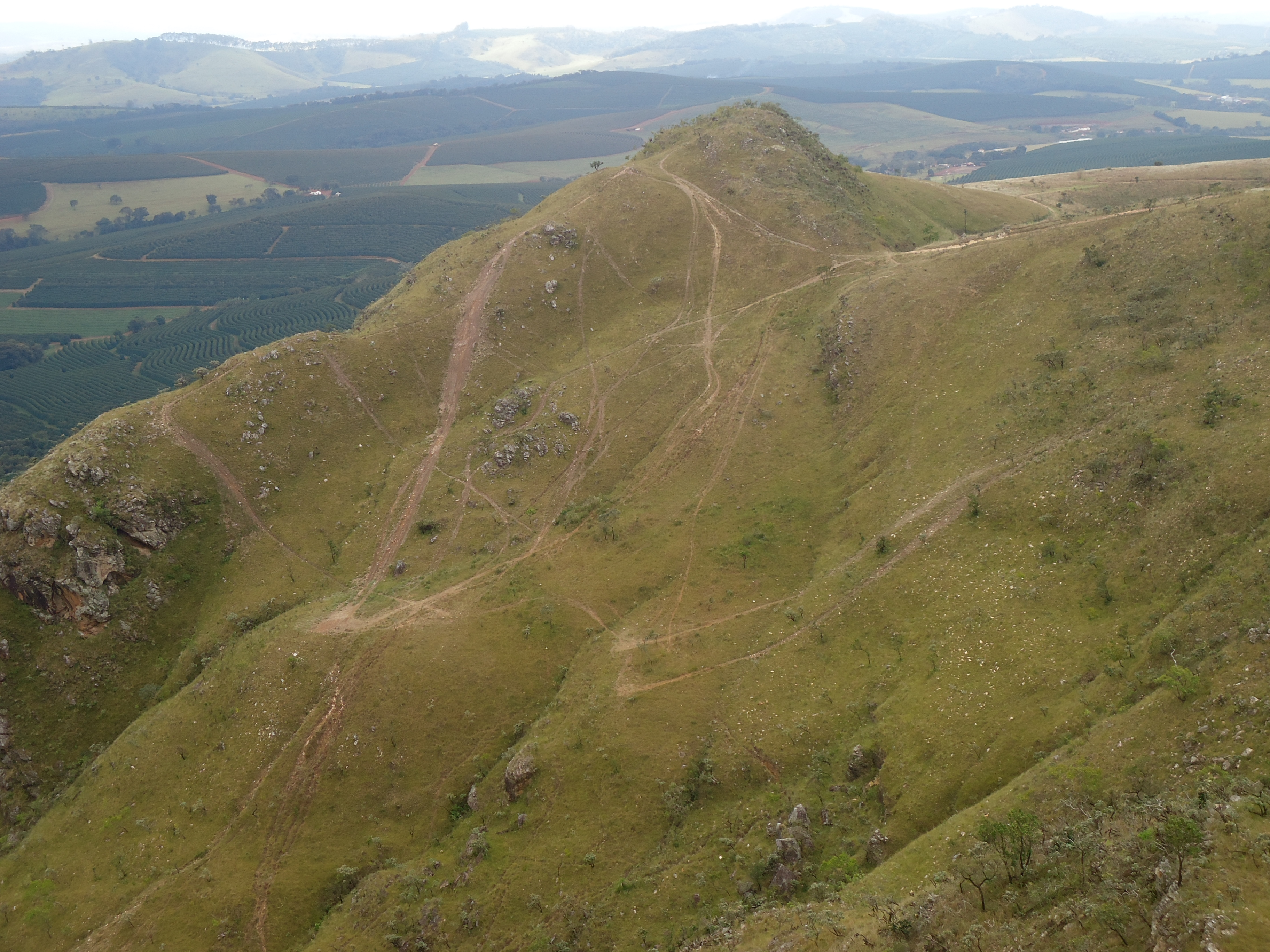
Detalhe da serra, mostrando alguns afloramentos rochosos

A serra teve origem durante o período Pré-Cambriano e é formada basicamente por metaquartzitos em associação com sericite-xistos. As rochas de quartzito são bastante resistentes à meteorização, razão pela qual existe cobrindo a serra apenas uma fina camada de cascalho e areia oriundos da desagregação e posterior fragmentação dos componentes rochosos, que formam o solo litosol fase substrato metaquartzito, de pequena espessura, pedregoso, seco e com baixa fertilidade. Nas proximidades da serra existem ainda os argissolos vermelho amarelos, carbissolos háplicos e neossolos litólicos.

## Vegetação

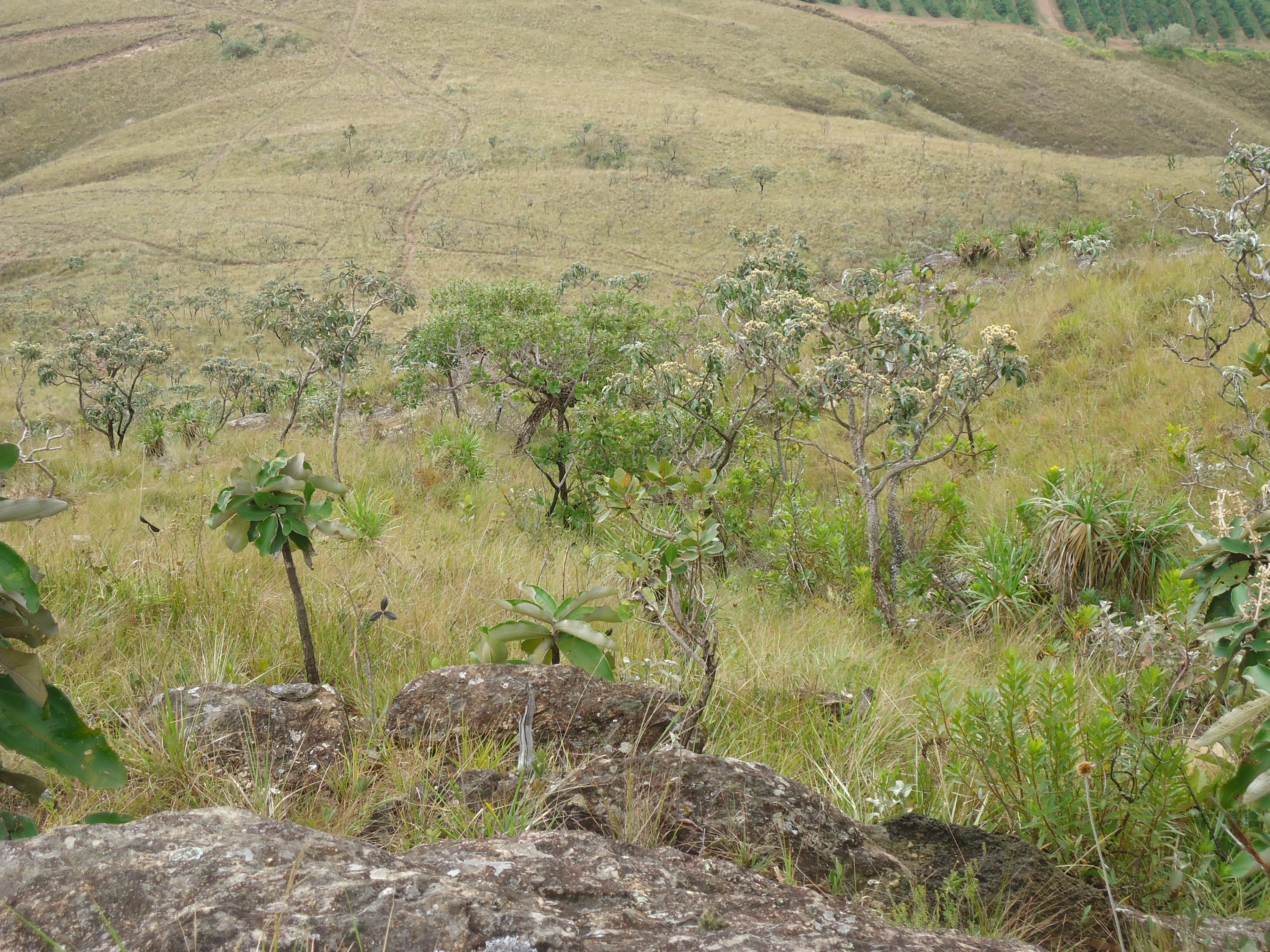
Vegetação da serra de Três Pontas

A altitude, a localização e o clima ameno (tipo Cwb da Classificação climática de Köppen-Geiger) permitem a existência de vegetação peculiar na serra de Três Pontas. Nas paredes rochosas são encontradas formações litófitas, caracterizadas por plantas que crescem diretamente sobre as rochas, formadas por representantes dos grupos das velosiáceas, bromeliáceas, orquidáceas, pteridófitas, musgos e liquens.
Em áreas de topografia aplainada na serra há formações vegetais que caracterizam o campo de altitude e, nas regiões mais íngremes, existem os campos rupestres. Essas formações são caracterizadas pela presença de um estrato constituído por gramíneas baixas, de folhas finas e rijas, além da presença de plantas das famílias das ciperáceas e das eriocauláceas. Em áreas com afloramento de quartzitos ocorrem ainda colônias de velosiáceas, asteráceas, malpighiáceas, voquiáceas e cactáceas. A primeira família (velosiáceas) são as mais notáveis da área, principalmente na sua vertente sul-sudeste. Durante certa época as plantas produzem flores arroxeadas, vermelhas, amarelas ou brancas. Dentre outros gêneros e espécies de plantas que se destacam na serra pela beleza e peculiaridade de suas flores, pode-se citar os Paepalanthus e os Syngonanthus. As regiões de campos de altitude são de domínio da Mata Atlântica, enquanto os campos rupestres pertencem ao Cerrado. A serra caracteriza, portanto, uma zona de transição entre esses dois biomas.
Nos sulcos que compõem a rede de drenagem do sistema montanhoso é frequente a ocorrência de formações florestais. Nessas estreitas faixas encontram-se diversas espécies nativas como perobas, aroeiras (Astronium fraxinifolium e Lithraea molleoides ) ipês, quaresmeiras e jacarandá.

## Importância histórica e cultural

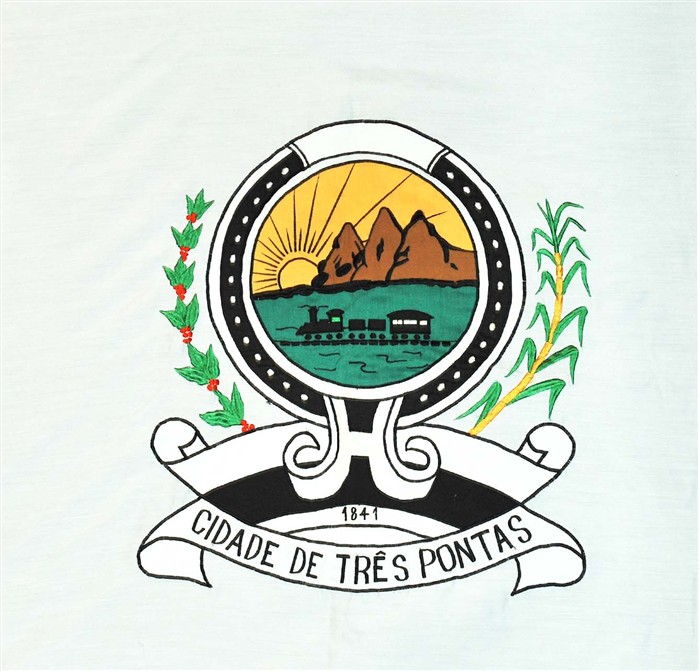
Bandeira de Três Pontas, com a representação da serra

Durante a primeira metade do século XIII, a região era pouco conhecida. Os primeiros viajantes e tropeiros que passavam pela região utilizavam a montanha com formato peculiar como um ponto de referência durante suas expedições. Escravos fugidos também passavam pela área. 
Em 1746, existia uma espécie de grande confederação quilombola que se espalhava por uma grande área, incluindo o município de Três Pontas, e seu ponto central era o Quilombo do Ambrósio, próximo a Cristais. Com sua destruição, os escravos fugidos se espalharam por toda a região, e alguns deles se dirigiram para a serra, onde formaram o Quilombo do Cascalho, que foi extinto provavelmente entre 1743 e 1746. Contudo, existem na serra muros de pedra possivelmente construídos pelos escravos durante sua permanência na região.
A serra, por seu formato peculiar, deu origem ao nome do município do qual faz parte e é tida como uma das principais características de Três Pontas. Em seu brasão, criado em 1930, estão em destaque o trem "Maria Fumaça", o sol nascente e a serra de Três Pontas. Anos depois, em 1976, o cantor Milton Nascimento lançou seu disco Geraes, que em sua capa continha um desenho enaltecendo a serra e que, posteriormente, passou a ser utilizada como símbolo da cidade.

## Galeria

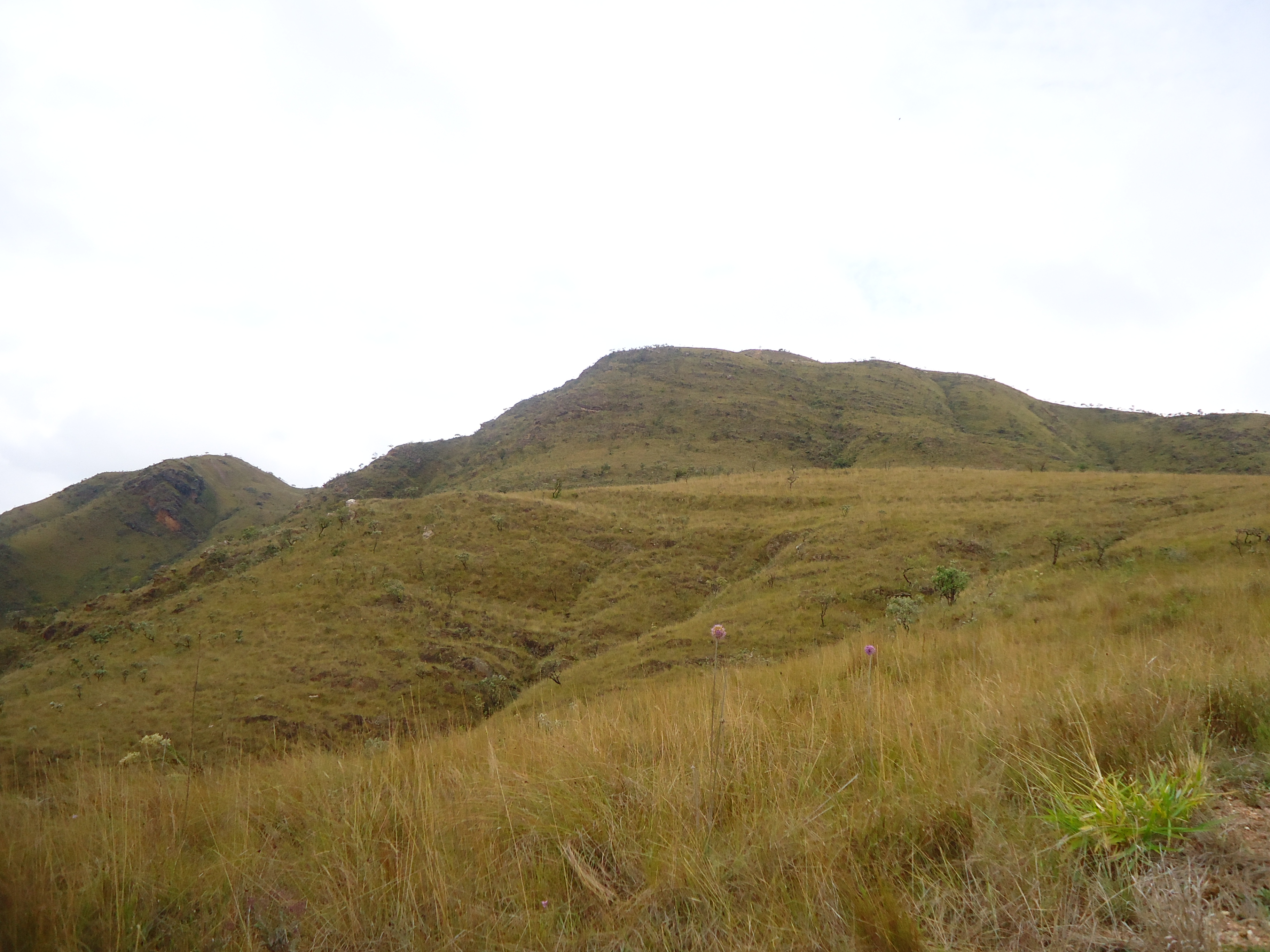
Vista da parte inferior da serra
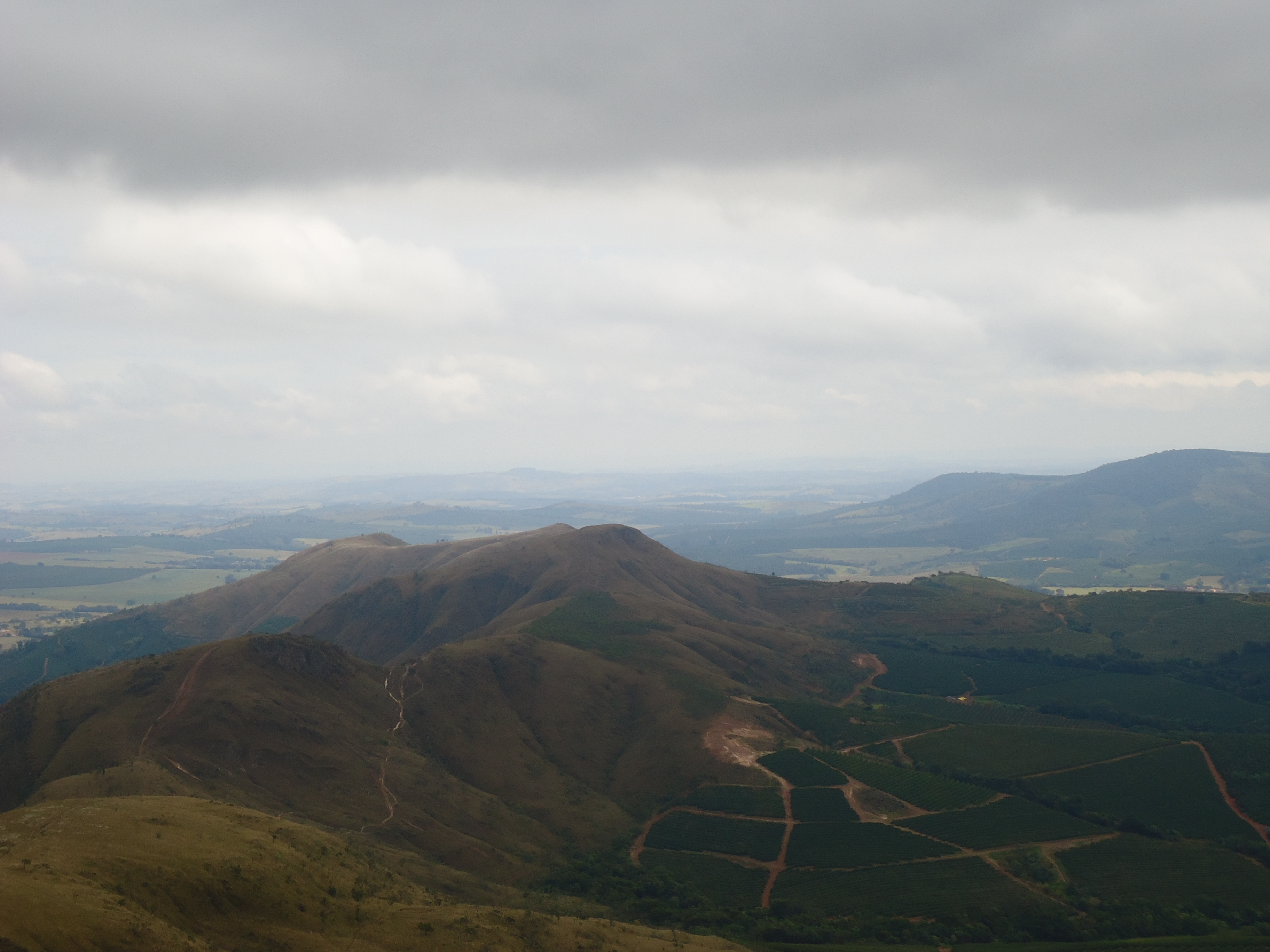
Vista da extensão da serra a partir de seu ponto mais alto
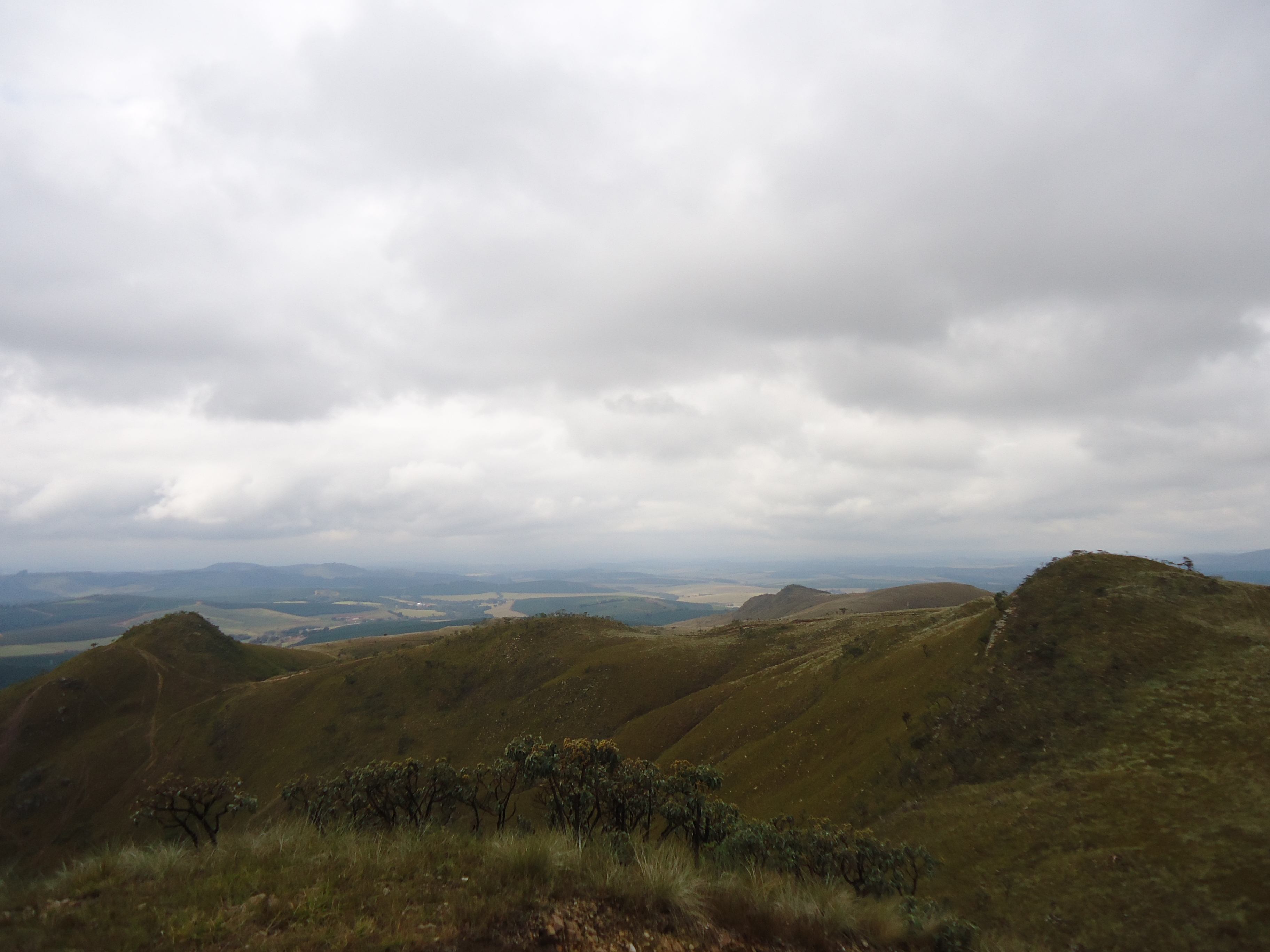
Vista parcial da serra
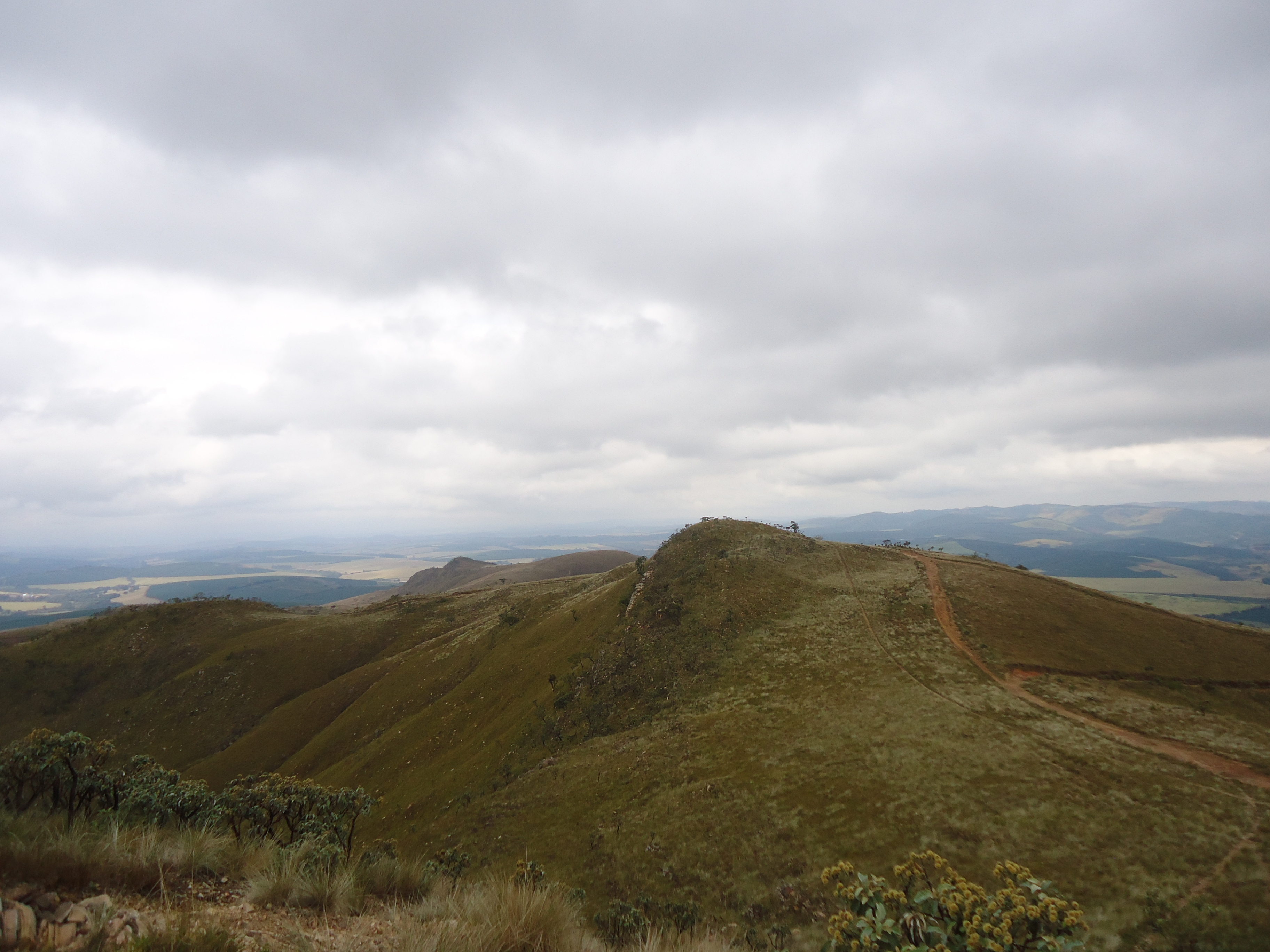
Vista parcial da serra
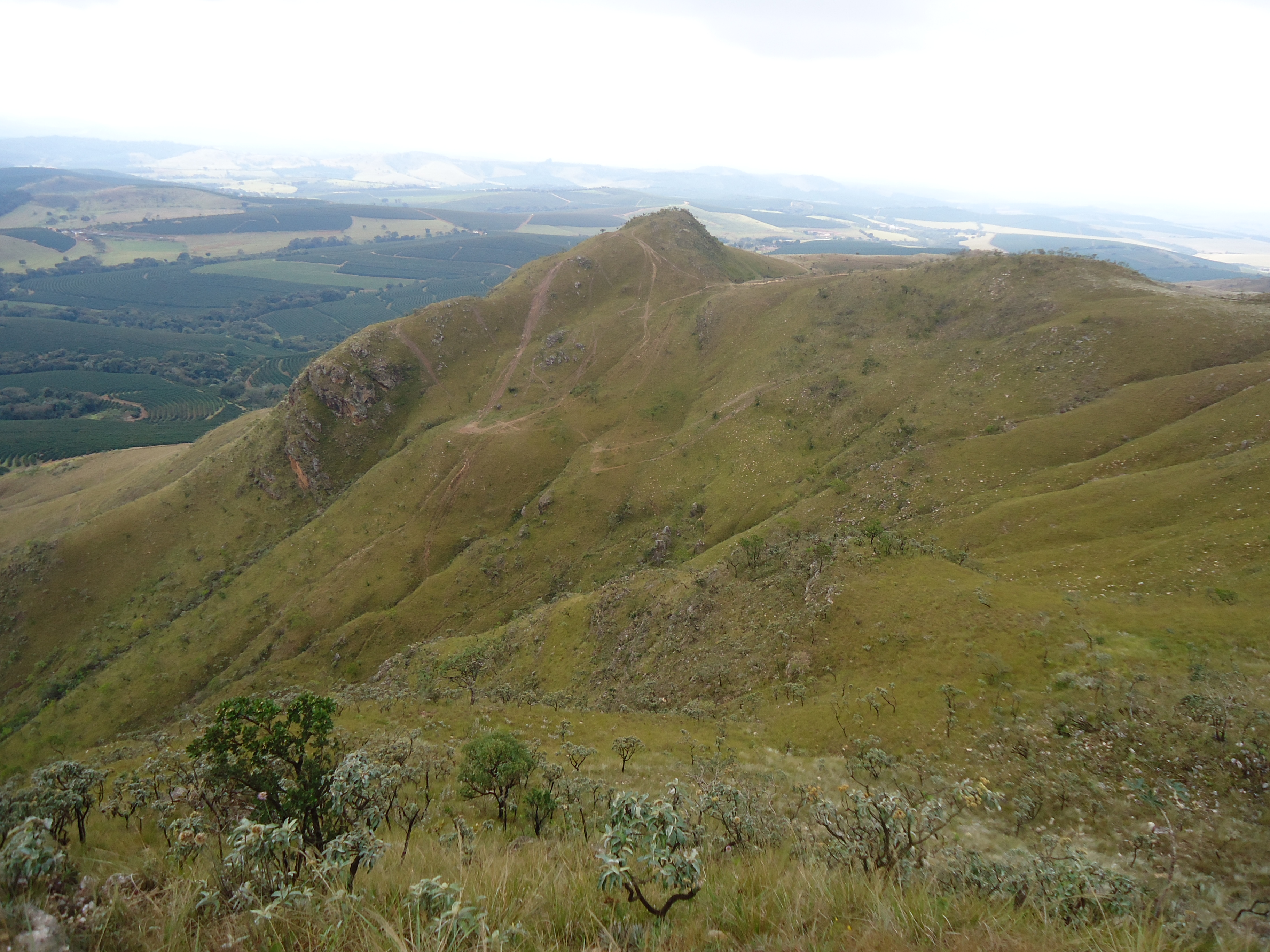
Vista parcial da serra
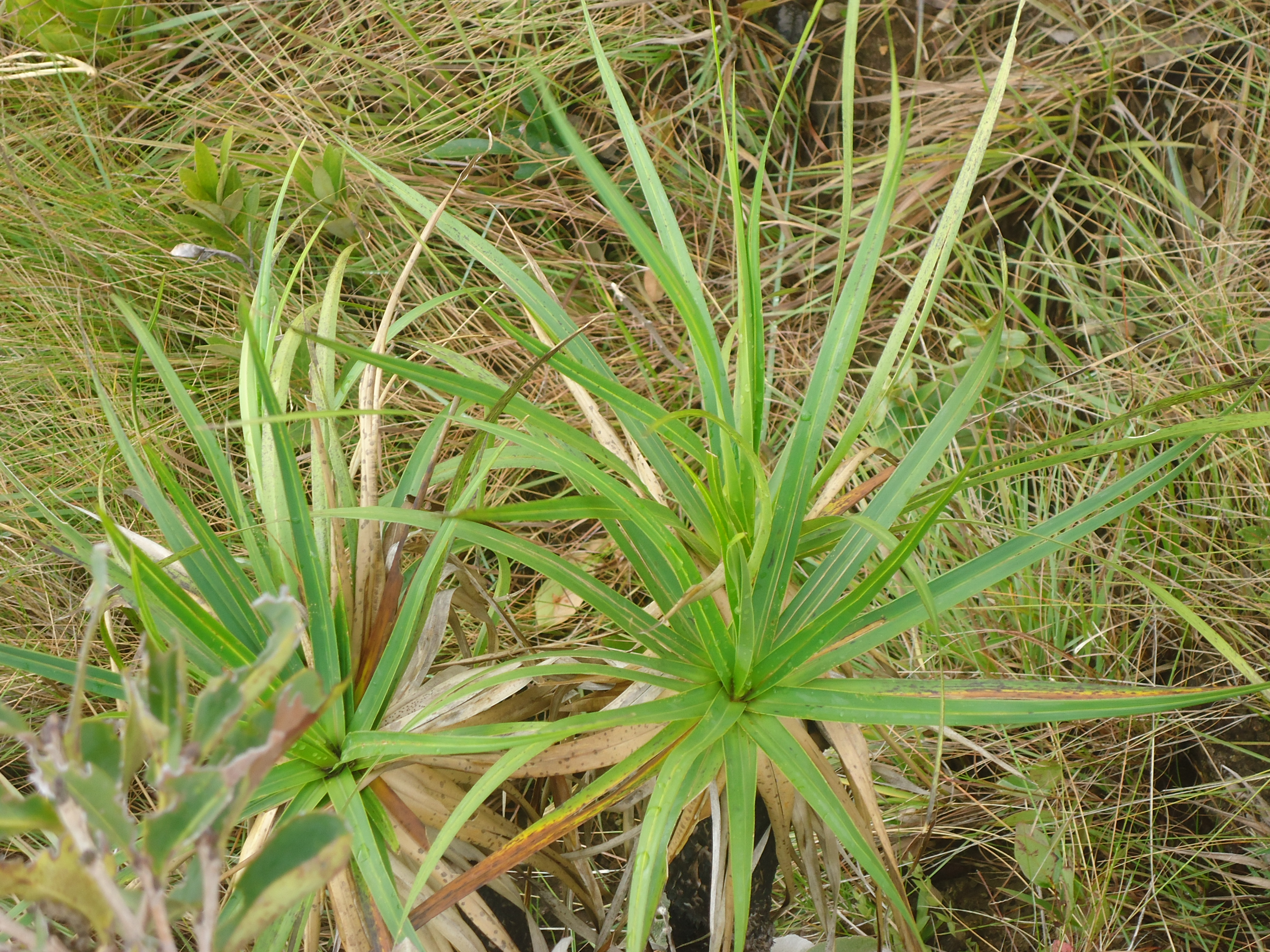
Plantas na serra
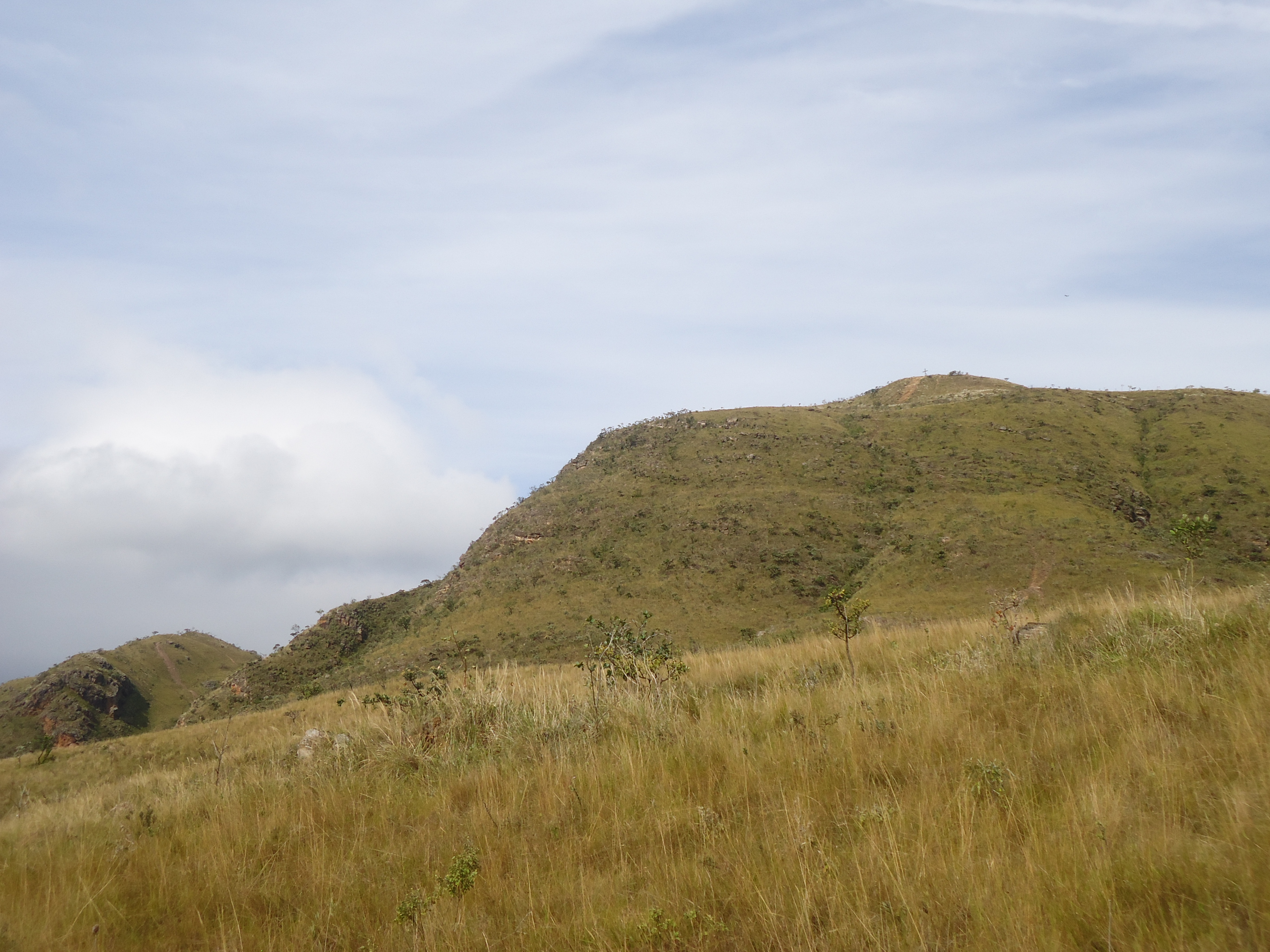
Vista dos campos no alto da serra
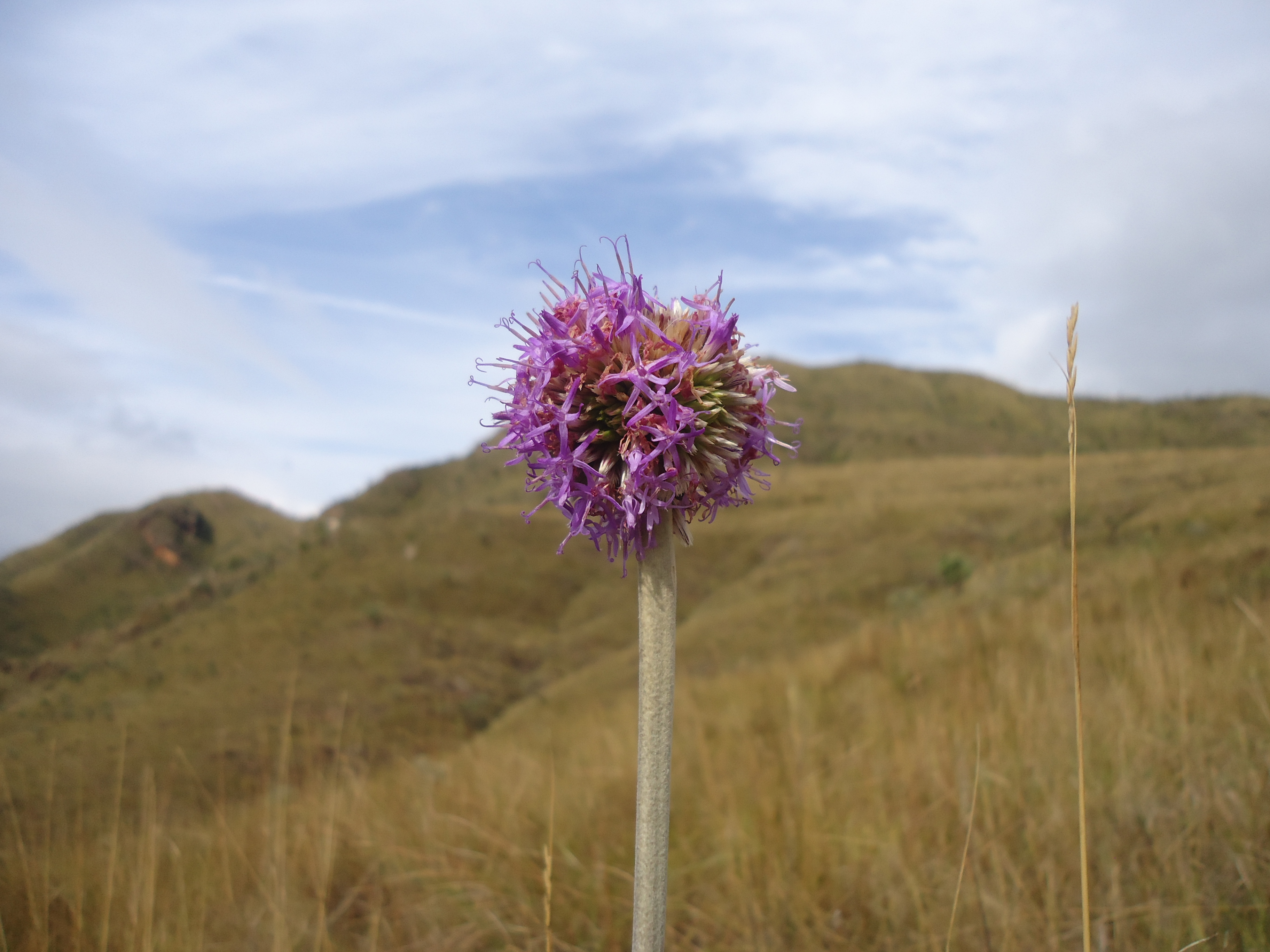
Flor típica da serra de Três Pontas
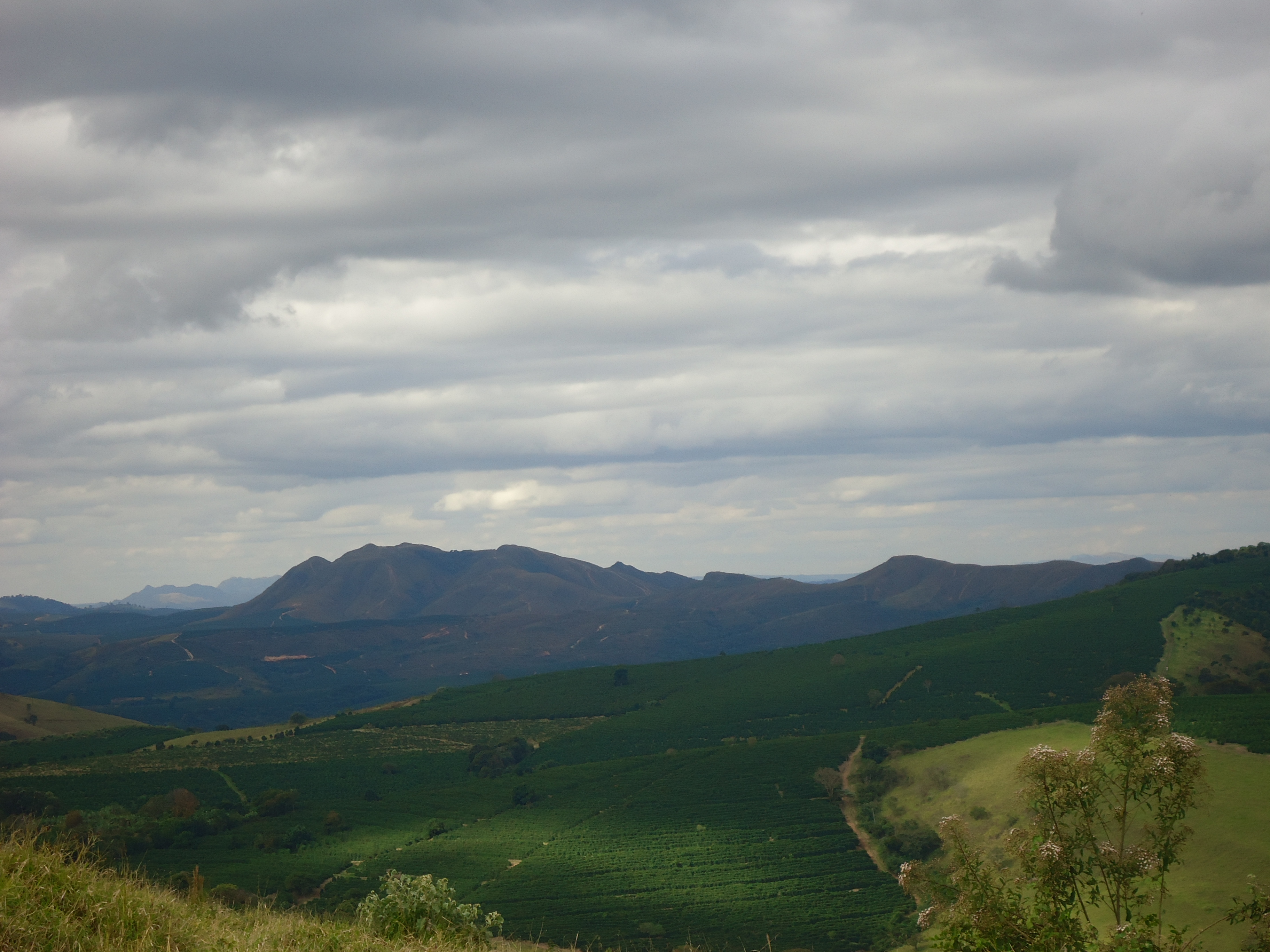
Vista da serra de longe
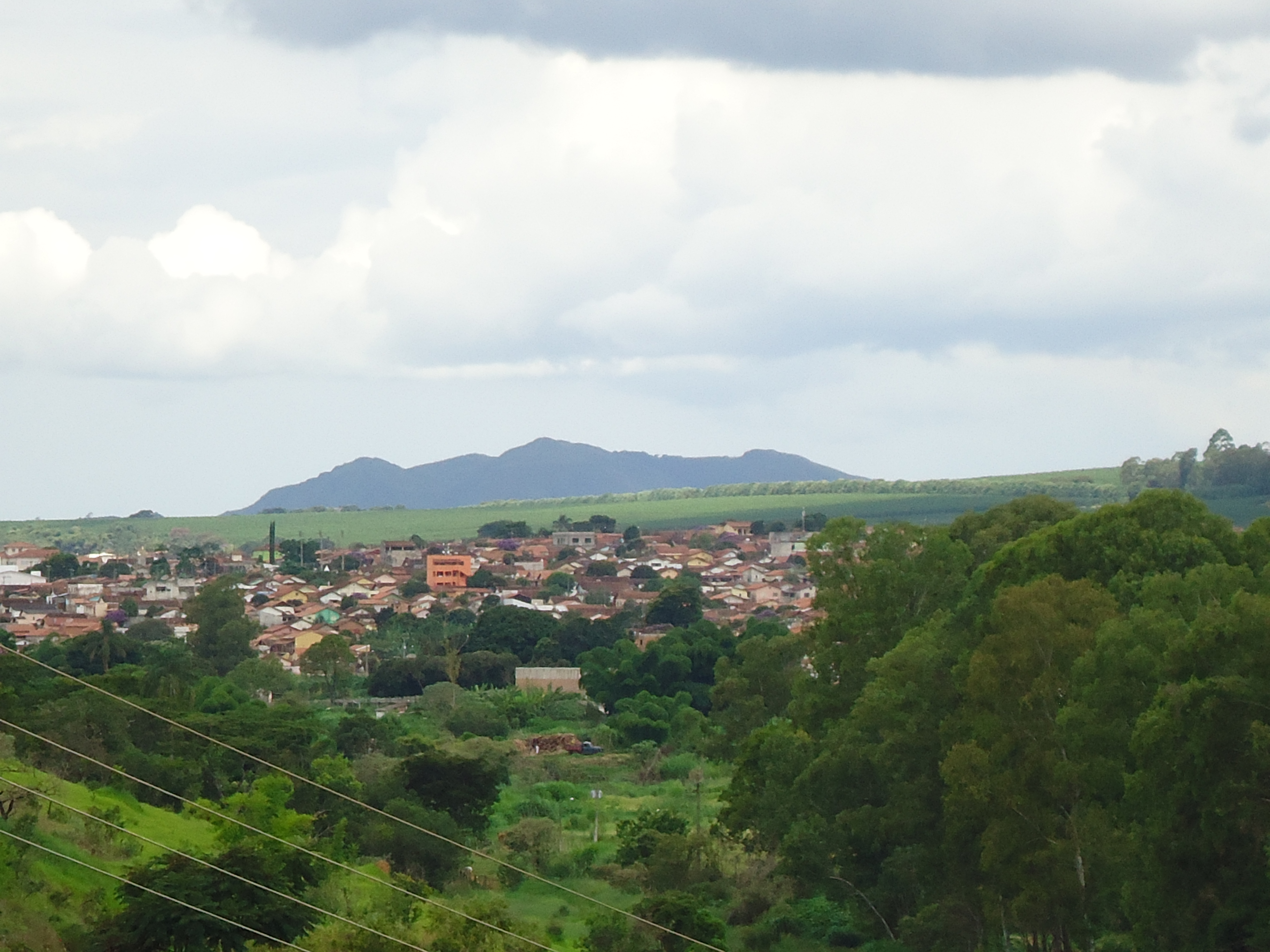
A serra vista a partir da zona urbana